# Шаховской, Всеволод Николаевич
Князь Всеволод Николаевич Шаховской (13 (25) сентября 1874, с. Дубово Осташковского уезда Тверской губ. — 17 августа 1954, д. Ларсей, близ Тура, деп. Эндр и Луара, пох. на местном клад.) — русский государственный деятель, последний министр торговли и промышленности Российской империи (1915—1917). Камергер Двора Его Императорского Величества (01.01.1908), действительный статский советник (25.03.1912).

## Биография
Происходил из древнего княжеского рода, восходящего к династии Рюриковичей. Внук князя Ивана Яковлевича Шаховского (1820—1859). Землевладелец Новоладожского уезда Петербургской губернии.
Получил военно-морское образование в Морском кадетском корпусе (1893), во время учёбы в котором совершил ряд плаваний в составе экипажей императорских яхт (1894—1896).
С 1898 г. на государственной службе, последовательно работал в Министерстве финансов (с 1898), Главном управлении торговым мореплаванием и портами (1902 - 1905 гг., секретарь главноуправляющего вел. кн. Александра Михайловича), Министерстве промышленности и торговли (1905 - 1915 гг., чиновник особых поручений, управляющий административной частью Отдела торговых портов, начальник Управления внутренних водных путей (с 1910), управляющий министерством (с 18 февраля 1915 г.)).
6 мая 1915 г. назначен министром торговли и промышленности. С 17 августа 1915 председатель Особого совещания для обсуждения и объединения мероприятий по обеспечению топливом (Осотопа).
В дни Февральской революции с 1 по 5 марта находился под арестом. В 1919 году эмигрировал в Данию, в 1920 году приехал во Францию. Землевладелец, жил преимущественно в своём имении около г. Тур. Занимался разведением пчёл. Один из основателей православного прихода в Туре, был его почётным попечителем, старостой и представителем на Епархиальных съездах, жертвовал средства на нужды прихода и приписной общины в г. Анжер (деп. Мен и Луара). Был директором церковной школы. В Париже бывал наездами. Член Союза ревнителей памяти императора Николая II (с 1928). Почётный член Морского собрания, член Объединения гвардейского экипажа. В 1936 избран почётным председателем Союза бывших российских служащих ведомства путей сообщения.

## Награды
- Орден Святой Анны 3-й степени (01.04.1901)[1]
- Высочайшее благоволение (1907)
- Высочайшая благодарность (17.12.1912)
- Орден Святого Владимира 3-й степени (14.04.1913)
- Орден Святого Станислава 1-й степени (22.03.1915)
- Медаль «В память царствования императора Александра III» (1896)
- Медаль «В память 300-летия царствования дома Романовых» (1913)

Иностранные:
- прусский Орден Короны 4-й степени (1897)

## Сочинения
- Шаховской В. Н. «Sic transit gloria mundi» (Так проходит мирская слава). 1893-1917 гг. — Париж, 1953. — 215 с.
- Шаховской В. Н. Так проходит мирская слава. 1893–1917 / вступ. ст. и коммент. С. В. Куликова. — М.: Ретроспектива; Кучково поле, 2019. — 688 с. — (Живая история). — 1000 экз. — ISBN 978-5-9950-0990-0. — ISBN 978‑5‑9907259‑8‑0.